# Thure Ahlqvist
Johan Thure Ahlqvist, född 20 april 1907 i Borgstena, död 20 mars 1983 i Borås, var en svensk boxare. Han blev olympisk silvermedaljör i lättvikt i Los Angeles 1932.